# Bo Axelsson (författare)
Bo Axelsson, född 12 augusti 1935 i Motala, är en svensk författare och  fotograf.
Uppvuxen och boende i Kulla i Kristbergs socken mellan Motala och Borensberg är Bo Axelsson eller "Boa" som han kallar sig djupt förankrad i bygden. Han tog initiativet till Borensbergs 700-årsfirande 2007 och den bok, Från Husbyfjöl till Borensberg, som blev resultatet av jubileet. Axelsson är sedan länge aktiv inom det lokala kulturlivet. År 1979 var han med och drog igång lokalrevyn i Motalas Folkets hus och deltog i bildandet av Skrivarföreningen Vätterspegeln. Senare tog han initiativet till spelet om Baltzar von Platen och Göta kanal, "Grefven och Gräfvarne", som hade urpremiär 1997 vid torrdockan i stadsdelen Motala Verkstad och spelades under ytterligare åtta år (med ett års uppehåll). De sista föreställningarna gavs år 2005. Axelsson var en av de tre manusförfattarna. Dessförinnan arbetade han med spelet "Kring Medevi källa" (1987-1994). Under vinjetten "Boas Åker" har Axelsson medverkat som kåsör i Motala & Vadstena Tidning. "Boas åker" alluderar på berättelsen i Ruts bok där Rut plockar ax på Boas åker. Axelsson tilldelades av Motala kommun 2002 års kulturstipendium. 
År 2021 publicerades boken Boas åker, den första i en trilogi. Den uppmärksammades den 3 oktober samma år i SVT:s litteraturprogram Babel. År 2022 utkom andra delen av trilogin, Boa åker vidare och 2023 den avslutande delen Boa åker dit.